# Renta de aguardiente
Se llama renta de aguardiente a un antiguo impuesto indirecto español.
Felipe IV necesitó aumentar los ingresos de las arcas reales y arbitró uno de los medios comunes en su época y en los siglos que le precedieron, decretando en 1633 el estanco del aguardiente, cuya fabricación y venta declaró lícita solo para los que por una retribución al erario, obtenían un privilegio exclusivo. Este régimen de restricción y monopolio, prevaleció por espacio de más de un siglo; mas al fin, tan notorios y generales tuvieron que ser los perjuicios, con especialidad para la industria de vinos, que por decreto de 19 de julio de 1746, fue ya preciso declarar libre y franca la fabricación de aguardientes y licores y lícito a cualquiera dedicarse al comercio de estas especies, con tal de que las ventas se hicieran al por mayor y se reservase a los pueblos el beneficio de arrendar el abasto al por menor por una cantidad alzada destinada al pago de sus respectivos encabezamientos.
Diversas vicisitudes tuvo después este impuesto, aunque respetándose siempre en él el principio ya sancionado en la mitad del siglo XVIII de permitirse la libertad de la fabricación del aguardiente, si bien con el gravamen de ciertos derechos sobre ella y restringiéndose no poco las ventas y consumos; hasta que en 1826 por un real decreto del 14 de diciembre, se fijó el método bajo el cual había de regirse esta renta del Estado. Se declararon entonces libres de derechos la elaboración y tráfico del aguardiente aunque bajo la prohibiciÓn ya acordada por decreto de 16 de febrero de 1824 de introducirse del extranjero esta bebida espirituosa; y todo el impuesto se cargó sobre los consumos al por mayor y por menor de dicho artículo fabricado en el reino, entendiéndose al por menor hasta media arroba, y al por mayor desde esta cantidad para arriba. Fijándose al efecto los derechos consistentes en:
- catorce reales fijos sobre cada arroba castellana de aguardiente hasta veinticuatro grados
- dieciocho reales sobre cada una de veinticuatro grados hasta veintiocho
- veintidós reales sobre cada arroba de los veintiocho grados para arriba.

La recaudación de esta renta se hizo desde que en 1826 se establecieran sus reglas de tres maneras: 
1. Arrendándose los derechos de su consumo al por mayor y al por menor por cuenta de la hacienda pública
2. Celebrándose encabezamientos con los pueblos por una cantidad alzada
3. Administrándose por el erario

El medio preferido fue el arrendamiento por cuenta de la hacienda pública con sujeción a las reglas prescritas para todas las subastas de rentas en la instrucción de 16 de septiembre de 1828 en público remate empezando los actos de la subasta el día de San Miguel de cada año y concluyendo el 30 de noviembre del mismo. 